# Lucius Vitellius (gouverneur van Syria)
Lucius Vitellius (ca. 5 v.Chr. – 51 na Chr.) was een Romeins senator en consul. Hij was gouverneur van de provincia Syria en een van de meest invloedrijke senatoren onder de keizers Caligula en Claudius. Hij werd driemaal tot consul benoemd, een uitzonderlijk eerbetoon. Zijn zoon Aulus Vitellius was in het vierkeizerjaar korte tijd keizer van Rome.

## Afkomst en vroege carrière
Lucius Vitellius was de jongste zoon van Publius Vitellius uit Luceria in Apulië, die tot de stand van de equites behoorde en onder keizer Augustus het hoge financiële ambt van procurator bekleedde. In de tijd dat Suetonius zijn keizerbiografie schreef (ca. 120 na Chr.), werd de afkomst van de gens Vitellia betwist. Degenen die positief terugkeken op het keizerschap van Lucius' zoon Aulus beweerden dat het een oud patriciërsgeslacht was, dat afstamde van Faunus, koning van de Aborigines, en de godin Vitellia. Zij die kritisch stonden tegenover Aulus Vitellius' keizerschap, verkondigden dat de familie afstamde van een vrijgelaten slaaf, wiens bij een prostituee verwekte zoon een fortuin wist te vergaren, waardoor hij in de stand van de equites werd opgenomen. Suetonius laat in het midden welke versie hij als de juiste beschouwt.
Lucius Vitellius was goed bevriend met Antonia minor, de weduwe van Drusus, de jongere broer van keizer Tiberius. Via haar had Vitellius al vroeg banden met de keizerlijke familie. Desondanks begon zijn carrière als senator relatief laat.
Toen Tiberius vanaf 27 op Capri verbleef, kocht Vitellius daar ook een villa. Het jaar daarop benoemde Tiberius Vitellius tot frater arvalis. Hij werd in 34 voor de eerste maal consul. Aangezien Vitellius op dat moment al minstens 40 jaar oud was, is het opmerkelijk dat zijn carrière daarna nog zo'n vlucht nam.

## Gouverneur van Syria
In 35 na Chr. benoemde Tiberius Vitellius als gouverneur van de provincia Syria, een van de belangrijkste provinciae van het rijk. Syria grensde aan het rijk van de Parthen. Vitellius kreeg daarmee meteen de zeggenschap over de vier legioenen die in die tijd in Syria waren gelegerd, namelijk III Gallica, VI Ferrata, X Fretensis en XII Fulminata.
Als gouverneur van Syria werd Vitellius niet alleen het bestuur over deze provincia toevertrouwd, maar moest hij ook toezien op de andere gebieden in het oosten van het rijk. Mede dankzij Vitellius' ingrijpen werd Mithridates koning van Armenië, dit tegen de zin van de Parthische koning Artabanus II, die kort daarvoor een eigen kandidaat had benoemd. Artabanus lag in eigen land echter onder vuur en een geheime Parthische delegatie wist van keizer Tiberius gedaan te krijgen dat de Parthische prins Tiridates, die als gijzelaar in Rome was opgegroeid, naar Parthië werd gezonden om Artabanus te vervangen. Vitellius escorteerde Tiridates door Syria, tot aan de Eufraat, de grens met de Parthen. Hij kon hem verder echter geen ondersteuning bieden, omdat op dat moment in Cilicia een opstand uitbrak tegen de Romeinse belastingpachters. Tiridates wist echter spoedig steun te krijgen van invloedrijke Parthische edelen, die zich van Artabanus afkeerden nu hij in Armenia aan het kortste eind trok.
Terwijl Vitellius in Cilicië de opstandelingen in twee bergvestingen wist in te sluiten en hen tot overgave dwong, slaagde Tiridates erin de Parthische hoofdstad Ctesiphon te bereiken, waar hij tot koning werd gekroond. Met hulp van Skythische soldaten wist Artabanus hem echter spoedig weer te verdrijven. Tiridates zag zich gedwongen naar Vitellius terug te keren. Op aandringen van Tiberius sloot Vitellius vrede met Artabanus.
Rond dezelfde periode dienden de Samaritanen een klacht bij Vitellius in tegen Pontius Pilatus, de praefectus van Judea. Pilatus zou een bloedbad hebben aangericht onder een grote groep volgelingen van een Samaritaan die claimde een teruggekeerde Mozes te zijn. Vitellius oordeelde dat Pilatus moest terugkeren naar Rome om zich voor de keizer te verantwoorden en benoemde Marcellus als nieuwe praefectus van Judea.
Ook anderszins bemoeide Vitellius zich met de situatie in Judea. Rond het pesachfeest in 37 verving Vitellius de Joodse hogepriester Jozef Kajafas door zijn zwager Jonathan ben Ananus. Met toestemming van Tiberius stond hij de hogepriester bovendien toe voor het eerst sinds veertig jaar zelf de hogepriesterlijke kledij, met grote symbolische waarde, in bewaring te houden.
Eveneens in 37 was Vitellius betrokken bij een conflict tussen Herodes Antipas, tetrarch van Galilea en Perea, en de Nabateese koning Aretas IV. Op last van Tiberius kwam Vitellius met twee legioenen Herodes Antipas te hulp. Hij trok met zijn leger via Judea, waarbij hij zelf ook Jeruzalem aandeed. Daar onthief hij Jonathan ben Ananus uit zijn ambt, omdat deze hem had gevraagd een omweg om Judea heen te maken vanwege de voor Joden aanstootgevende afbeeldingen op de standaards van de legioenen. Vitellius benoemde Jonathans broer Theophilus ben Ananus als nieuwe hogepriester. Terwijl Vitellius nog in Jeruzalem was, bereikte hem echter het nieuws dat Tiberius was overleden en opgevolgd door Caligula. Daarop trok hij, in afwachting van aanwijzingen van de nieuwe keizer, zijn troepen terug.
De dood van Tiberius vormde voor de Parthische koning Artabanus II aanleiding opnieuw Armenia te bezetten. Daarop trof Vitellius voorbereidingen voor een invasie in Parthia. Artabanus had hier niet op gerekend en trok zich terug. In de zomer van 37 of 38 ontmoetten Vitellius en Artabanus elkaar op een speciaal voor deze ontmoeting aangelegd ponton over de Eufraat. Artabanus erkende de overmacht van de Romeinen en stond Armenia aan hen af. De ontmoeting was een hoogtepunt in de Romeinse politiek met betrekking tot het oosten van het rijk.

## Terugkeer naar Italië

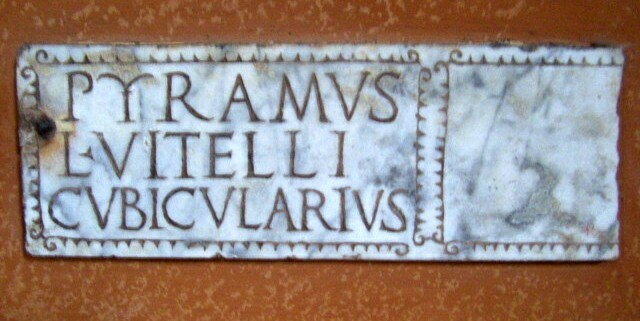
Titulus van Pyramus, kamerdienaar van Lucius Vitellius. Rome,

In 39 riep Caligula Vitellius terug naar Italië, volgens Flavius Josephus naar aanleiding van onrust in Alexandrië, veroorzaakt door de Joodse gemeenschap aldaar, die nauwe banden onderhield met Judea. Terug in Italië voerde Vitellius verschillende tot dan toe onbekende soorten vijgen in. In Rome stond hij in hoog aanzien. Als een van de eersten was hij bereid Caligula goddelijke eer te bewijzen en ook anderszins gedroeg hij zich zeer onderdanig ten opzichte van de keizer. Volgens Cassius Dio werd Vitellius' handelwijze ingegeven uit lijfsbehoud, omdat Caligula jaloers zou zijn op Vitellius' succes en daarom zon op een gelegenheid hem om te brengen. Het is mogelijk dat Vitellius in 41 betrokken was bij de aanslag op Caligula en er zo mede oorzaak van was dat Claudius, de zoon van de inmiddels overleden Antonia, keizer werd. In elk geval bekleedde hij in 43, samen met de nieuwe keizer, voor de tweede maal het ambt van consul.
Terwijl Claudius de verovering van Britannia in goede banen leidde, liet hij het bestuur van het rijk over aan Vitellius (cura imperii). In 47 benoemde hij hem voor de derde maal tot consul, een uitzonderlijke eer voor iemand die niet tot de keizerlijke familie behoorde. Het jaar daarop bekleedden Claudius en Vitellius samen het ambt van censor.
Vitellius' banden met de keizerlijke familie bleven niet beperkt tot Claudius zelf, ook onderhield hij nauwe contacten met diens vrouw Valeria Messalina en met veel vrijgelaten slaven van de keizer. Om die reden wordt hij door latere Romeinse geschiedschrijvers negatief beoordeeld. Toch maakt het feit dat hij zich bij de val van Messalina op de achtergrond hield duidelijk dat hij niet zonder meer als haar loopjongen gezien kan worden. Al snel na de dood van Messalina stelde Vitellius zich achter Agrippina, Claudius' nicht, die aan het keizerlijk hof snel aan invloed won. Toen Claudius in 49 met haar wilde trouwen, zorgde Vitellius ervoor dat de senaat het oude verbod op huwelijken tussen oom en nicht in deze situatie buiten beschouwing liet. Op verzoek van Agrippina beschuldigde hij als censor Lucius Iunius Silanus, die op dat moment was verloofd met Claudius' dochter Claudia Octavia, van incest met diens zuster Iunia Calvina, die tot kort daarvoor Vitelius' schoondochter was. Hierdoor kon Silanus uit de senatorenstand worden ontheven en werd het voor Agrippina's zoon Lucius Domitius Ahenobarbus (de latere keizer Nero) mogelijk om met Octavia te trouwen, waardoor de weg naar het keizerschap voor hem open lag. De nieuwe keizerin vergat Vitellius' gunsten niet. Toen Vitellius in 51 door senator Junius Lupus van hoogverraad werd beschuldigd, zorgde Agrippina ervoor dat Claudius de aanklachten ongegrond verklaarde en dat hij de aanklager liet verbannen.
Niet lang daarna overleed Vitellius onverwachts als gevolg van een beroerte. Hij kreeg een staatsbegrafenis (funus censorium) en een standbeeld op het Forum Romanum met de inscriptie "vanwege onwankelbaar plichtsbesef tegenover de keizer".

## Huwelijk en nakomelingen
Lucius Vitellius was gehuwd met Sextilia. Suetonius noemt haar 'een onberispelijke vrouw uit een aanzienlijke familie', Tacitus beschrijft haar als een gedegen vrouw met een voortreffelijk karakter.
Vitellius en Sextilia kregen twee kinderen. De oudste zoon droeg de naam Lucius, evenals zijn vader. De jongste heette Aulus. In 48, het jaar waarin Claudius en Vitellius samen censor waren, bekleedden de beide broers het ambt van consul.
In het vierkeizerjaar was Aulus (beter bekend onder zijn nomen gentile Vitellius) korte tijd keizer van het Romeinse Rijk, daarbij gesteund door zijn broer Lucius. De strijd om het keizerschap werd echter gewonnen door Vespasianus. Beide broers werden door Vespasianus' troepen gedood.

## Nalatenschap
Tijdens zijn leven was Vitellius door zijn nauwe banden met de keizerlijke familie een van de machtigste mannen in Rome. Latere generaties ondervonden echter vooral de gevolgen van zijn gouverneurschap in Syria, met als hoogtepunt de vrede die hij de Parthen afdwong. Hoewel de Parthen kort na het begin van Nero's principaat Armenia tijdelijk bezetten, vormde de overeenkomst tussen Vitellius en Artabanus tot ver in de 2e eeuw de basis voor de Romeinse aanspraken op Armenia en de omgang met de Parthen.
Voor hedendaagse lezers van het Nieuwe Testament is Vitellius van belang omdat hij als gouverneur van Syria te maken had met verschillende in het Nieuwe Testament genoemde personen, waaronder Pontius Pilatus, Jozef Kajafas en Herodes Antipas.

## Antieke bronnen
- Tacitus, Annales VI 28-47, XI 1–4, 33–35, XII 4–6, 9, 42, XIV 56.
- Cassius Dio, LIX 27.
- Flavius Josephus, Antiquitates Iudaicae XV 405, 407; XVIII 88-126, 261, XX 12.
- Plinius maior, Naturalis Historia XV 83, 91.
- Suetonius, Vitellius 2–5.

## Voetnoten
1. 1 2 3  Suetonius, Vitellius 2.
2. ↑  Tacitus, Annales XI 3.1.
3. ↑  G. Winkler, art. Vitellius, in KP 5 (1975), col. 1306.
4. ↑  Tacitus, Annales VI 37.
5. ↑  Tacitus, Annales VI 41-44; Cassius Dio, LVIII 26.
6. ↑  Flavius Josephus, Antiquitates Iudaicae XVIII 96.
7. ↑  Flavius Josephus, Antiquitates Iudaicae VIII 85-89.
8. ↑  Flavius Josephus, Antiquitates Iudaicae XV 405, 407, VIII 90-95, XX 12.
9. ↑  Flavius Josephus, Antiquitates Iudaicae VIII 115, 120-126.
10. ↑  Cassius Dio, LIX 27; Suetonius, Vitellius 2; Flavius Josephus, Antiquitates Iudaicae LXIII 101-103. Volgens Josephus trad Herodes Antipas bij de ontmoeting op als gastheer.
11. ↑  Flavius Josephus, Antiquitates Iudaicae VIII 257-261.
12. ↑  Plinius maior, Naturalis Historia XV 83, 91.
13. ↑  Cassius Dio, LIX 27.
14. ↑  Tacitus, Annales XI 33-35.
15. ↑  Tacitus, Annales XII 5-6.
16. ↑  Tacitus, Annales XII 3-4.
17. ↑  Tacitus, Annales XII 42.3.
18. ↑  pietatis immobilis erga principem (Suetonius, Vitellius 3-4.).
19. ↑  Suetonius, Vitellius 3.
20. ↑  Tacitus, Historiae II 64.2.